# Viverra
Viverra (Linnaeus, 1758) è un genere di carnivori della famiglia dei Viverridi comunemente note come civette indiane.

## Descrizione

### Dimensioni
Al genere Viverra appartengono carnivori di medio-grandi dimensioni, con lunghezza della testa e del corpo tra 500 e 950 mm, la lunghezza della coda tra 285 e 590 mm e un peso fino a 9,2 kg.

### Caratteristiche craniche e dentarie
Il cranio è lungo e stretto. In Viverra zibetha e Viverra tangalunga sono presenti dei processi post-orbitali ben sviluppati. La cresta sagittale è evidente. Le arcate zigomatiche sono spesse. La bolla timpanica è corta. I denti ferini superiori sono sottili, lunghi e di forma triangolare.
Sono caratterizzati dalla seguente formula dentaria:

### Aspetto
Il corpo è snello, le zampe sono relativamente corte. Il muso è appuntito, le orecchie e gli occhi sono di dimensioni normali. La pelliccia è ruvida. Il colore del corpo è generalmente grigio ricoperto di macchie nerastre sui fianchi, con delle evidenti bande bianche e nere sui lati del collo. Sui lati del muso sono presenti delle macchie bianche. La coda è più corta della testa e del corpo ed è anellata. Una cresta dorsale di lunghi peli neri attraversa il dorso dalle spalle fino alla base della coda. L'andatura è digitigrada. Gli artigli sono corti, affilati e retrattili. In Viverra zibetha e Viverra tangalunga sono presenti delle guaine cutanee che proteggono l'artiglio del terzo e quarto dito della zampa anteriore. Il pollice è piccolo e vestigiale. La pianta dei piedi è ricoperta di peli dal tallone fino ai cuscinetti. Sono presenti delle ghiandole perianali altamente specializzate e visibili esternamente. Le femmine hanno 3 paia di mammelle ventrali.

## Distribuzione
Questo genere è diffuso nel Subcontinente indiano, in Cina, in Indocina, Indonesia e Filippine.

## Tassonomia
Il genere comprende 4 specie:
- Viverra civettina
- Viverra megaspila
- Viverra tangalunga
- Viverra zibetha